# Ernst van Tiel
 (octobre 2017).
Si vous disposez d'ouvrages ou d'articles de référence ou si vous connaissez des sites web de qualité traitant du thème abordé ici, merci de compléter l'article en donnant les références utiles à sa vérifiabilité et en les liant à la section « Notes et références ».
Ernst van Tiel est un chef d'orchestre néerlandais. Il est notamment connu du grand public pour avoir dirigé le Brussels Philharmonic dans la bande originale du film The Artist de Michel Hazanavicius.

## Formation
Ernst van Tiel est diplômé des classes de percussion et de piano du Conservatoire d'Utrecht. Encore étudiant, il dirige déjà les orchestres radiophoniques des Pays-Bas, notamment l'Orchestre de la radio néerlandaise et l'Orchestre de la Métropole avec lesquels il réalise ensuite nombre d'enregistrements classiques et jazz.
Après son diplôme, Ernst van Tiel étudie la direction avec Lucas Vis (nl), Gary Bertini, Franco Ferrara, Jean Fournet, dirigeant plusieurs grands orchestres néerlandais. Il est alors l'assistant de Valeri Guergiev dans de nombreuses productions de l'Orchestre philharmonique de Rotterdam.

## Carrière

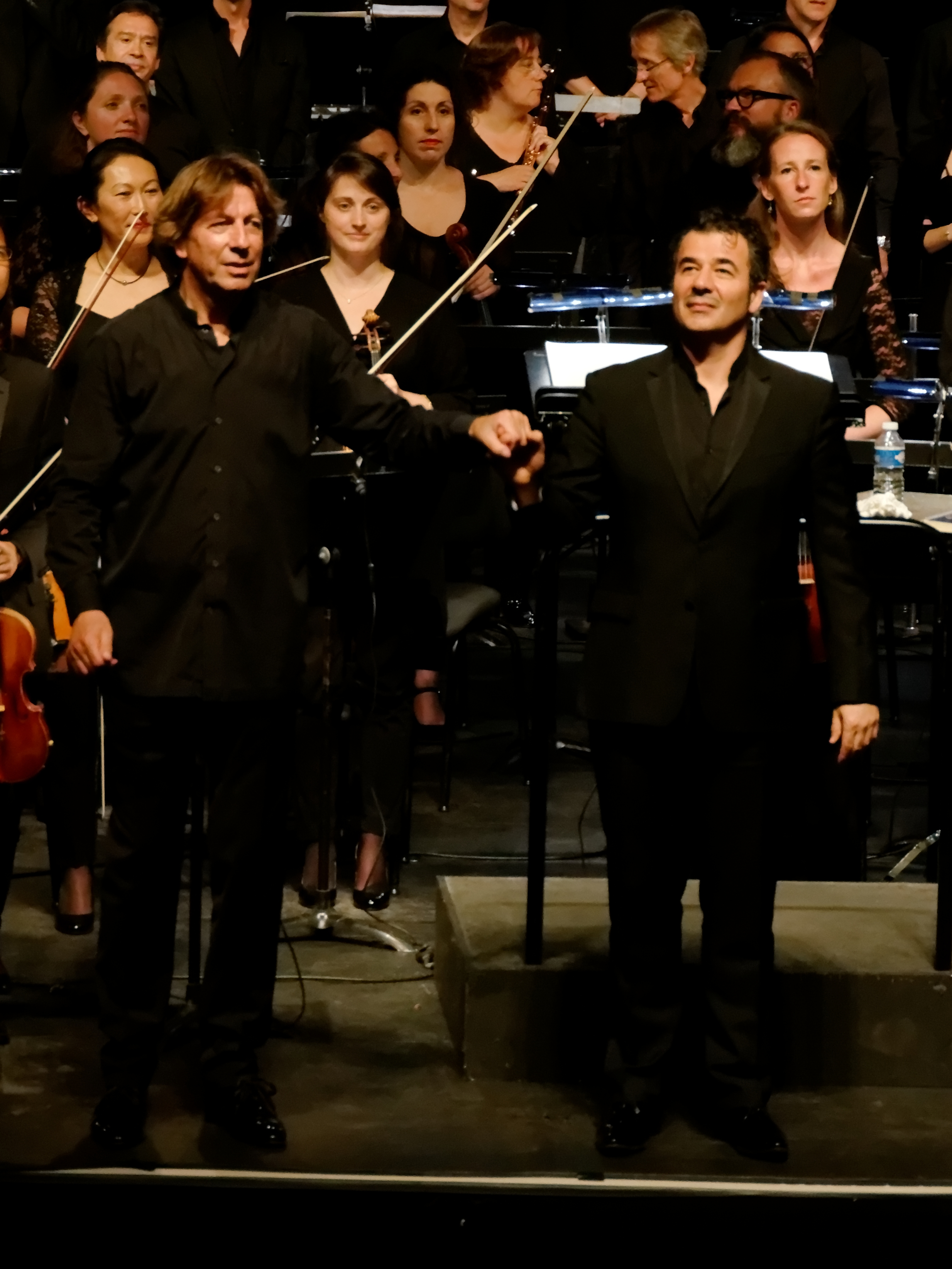
Ernst van Tiel et Ludovic Bource. Ciné-concert de The Artist (juin 2017)

En 2004, il fait ses débuts avec l'Orchestre philharmonique de Monte-Carlo, où il a été immédiatement réengagé pour plusieurs productions et notamment, en 2007, une projection du film d'Eisentein Alexandre Nevski avec la musique originale de Prokofiev.
Ernst van Tiel fait des débuts remarqués au Théâtre Mariinski de Saint-Pétersbourg dans Lucia di Lammermoor de Donizetti et Rigoletto de Verdi. Il est réinvité en 2008 dans Elektra de Richard Strauss, puis en 2009, 2010 et 2011.
Il remporte un franc succès avec le Brussels Philharmonic et le Chœur du Théâtre Mariinsky au cours de leur tournée à la Cité de la musique, à Anvers et à la Philharmonie Luxembourg. Chef invité de l'Orchestre philharmonique baltique de Pologne (Filharmonia Bałtycka) à Gdańsk, il en est nommé chef principal en 2012.
En avril 2011, il dirige le Brussels Philharmonic dans la bande originale du film The Artist qui a remporté cinq Oscars, sept Baftas, trois Golden Globes et six Césars, avec à chaque fois une récompense pour la musique. Depuis, il accompagne le film en direct dans le monde entier : Royal Albert Hall de Londres avec l'Orchestre symphonique de Londres, De Doelen à Rotterdam avec l'Orchestre philharmonique de Rotterdam, Opéra de Sydney avec l'Orchestre symphonique de Sydney...